# JUNCTION/Y
『JUNCTION/Y』（ジャンクション/ワイ）は、2021年5月26日に発売されたArgonavisの4thシングル。両A面シングルとなっている。

## 収録曲

### CD[1]
1. JUNCTION
作詞：中村航、作曲・編曲：渡辺拓也
2. Y
作詞：TAKE（FLOW）、作曲・編曲：TAKE（FLOW）
3. QUIET DANCE
作詞：中村航、作曲・編曲：関口晶大

Blu-ray Disc（生産限定盤のみ）
- 『MixChannel Presents ARGONAVIS Special Live -Starry Line-』LIVE全編映像

## 発売形態
| 発売日        | タイトル   | 販売形態   | 規格品番   | 形態         | 特典                                                                                      | 初回生産特典                                                                                   |
| ------------- | ---------- | ---------- | ---------- | ------------ | ----------------------------------------------------------------------------------------- | ---------------------------------------------------------------------------------------------- |
| 2021年5月26日 | JUNCTION/Y | CD+Blu-ray | BRMM-10411 | 初回限定盤   | 『MixChannel Presents ARGONAVIS Special LIVE -Starry Line-』 全24P LIVE PHOTOブックレット | 「ライブ・ロワイヤル・フェス 1st Round 前哨戦」投票券 オリジナルアーティストカード1枚（全5種） |
| 2021年5月26日 | JUNCTION/Y | CD         | BRMM-10412 | 通常盤Type-A |                                                                                           | 「ライブ・ロワイヤル・フェス 1st Round 前哨戦」投票券 オリジナルアーティストカード1枚（全5種） |
| 2021年5月26日 | JUNCTION/Y | CD         | BRMM-10413 | 通常盤Type-B |                                                                                           | 「ライブ・ロワイヤル・フェス 1st Round 前哨戦」投票券 オリジナルアーティストカード1枚（全5種） |

## タイアップ
| 楽曲        | タイアップ                                                                | 時期   |
| ----------- | ------------------------------------------------------------------------- | ------ |
| Y           | テレビアニメ『カードファイト!! ヴァンガード overDress』エンディングテーマ | 2021年 |
| JUNCTION    | アプリ『アルゴナビス from BanG Dream! AAside』用楽曲                      | 2021年 |
| QUIET DANCE | アプリ『アルゴナビス from BanG Dream! AAside』用楽曲                      | 2021年 |

## 作品背景・内容

### JUNCTION
2021年5月開催の、ArgonavisとGYROAXIAの対バンライブ「JUNCTION A-G」では最後に演奏された。「GYROAXIAの宣戦布告（「MANIFESTO」）から始まり、Argonavisの宣戦布告（「JUNCTION」）で締める」という意図。
「JUNCTION」の曲についてGYROAXIA・旭那由多役の小笠原仁が「めちゃくちゃPENGUIN RESEARCHを感じたんですけど」と発言された。

### Y
ミディアムテンポなバラード。楽器がテクニカルな「JUNCTION」に対してシンプルな編曲だが、伊藤は「意外と難しい」と語っている。
歌詞の"I Don't Know Why"の"Why"からとって「Y」という曲名になっている。また、Argonavisのオリジナル楽曲としては初めてとなる、「女性の視点から描かれた歌詞」である。
2021年春のアコースティックツアーの中で、サビで手（または手に持ったペンライト）を「Y」の形に広げるという振り付けを客とともにする、という演出で披露された。振りの内容は客の反応を反映しながら変遷を続けている。また、Argonavisのキャラクター名義でのライブにも逆輸入され、七星蓮がそれとなく客を煽る形で取り入れられている。

## 評価

### JUNCTION
- SPICE 加東岳史 - 「ドラムがエグい、タム回しがキツい」「各楽器隊がテクニカル」と評価している[3]。

### Y
- リスアニ! 河瀬タツヤ - 「『ヴァンガード』と『ARGONAVIS BanG Dream!』という2つの作品の世界観に合った、ミディアムテンポのバラード」と紹介[6]。「Argonavis特有の星のきらめきのようなサウンドはそのままだが、温かさと寂しさのある歌詞が、柔らかく優しい歌声と合わさることで心に響く」と評価している[6]。